# ليديون

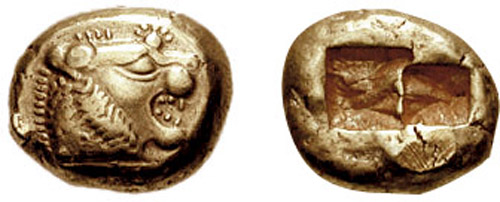
نقود مسكوكة في القرن السادس ق.م. من قبل أحد ملوك ليديا

الليديون هم أقوام سكنوا ليديا، إقليم في غرب الأناضول، تحدّثوا باللسان الليدي الفريد، وهو لسان ينتمي إلى اللغات الهندو-أوروبية من الجموعة اللغات الأناضولية.
إن التساؤلات المطروحة عن أصولهم، استناداً للغتهم، وامتداد الزمني إلى الألفية الثانية قبل الميلاد، تستمر في التداول والتباحث بين المؤرخين وعلماء الآثار. إلا أن حضارة ليدية فريدة استمرت وفق جميع الاحتمالات، إلى ما بعد الميلاد على الأقل، وقد شهدت على ذلك النصوص والسجلات العادة لـ سترابو في كيبايرا في الجنوب الغربي من الأناضول حوالي زمانه (القرن الأول ق.م.) .
كانت العاصمة الليدية هي سفارد أو سارد. والسجلات التاريخية الخاصة بهم عن حكمهم، التي ترجع إلى سلالات من العصر البرونزي المتأخر، تشير أنهم وصلوا إلى أوج نفوذهم في القرنين السابع والسادس ق.م.، في الوقت الذي يتصادف مع انحسار وسقوط دولية فريجيا المجاورة التي تقع في الشمال الشرقي من ليديا.
وقد جاءت نهاية القوة الليدية بشكل مفاجئ مع سقوط عاصمتهم في الأحداث التي تلت معركة هاليس في عام 585 ق.م. وهزيمتهم على يد قوروش الأعظم في عام 546 ق.م.

## المملكة الليدية
تعد المملكة الليدية من أشهر الممالك في منطقة آسيا الوسطى والتي تعني باللغة اليونانية الأرض الخصبة، وكانت مملكة ليديا الموقع الرسمي لإصدار العملات المعدنية، وكان الشعب الليدي هو من يقوم بصناعة العملات المعدنية وذلك خلال فترة حكمهم في آسيا الوسطى ولم يستمر حكمهم طويلاً فيها وخلال فترة حكمهم التي كانت في القرن السادس و السابع ميلادي أثروا كثيراً على الشعب اليوناني.

### إصدار العملات المعدنية
يعود تاريخ اختراع العملات كوسيلة للدفع في القرن السادس أو الخامس قبل الميلاد، فوفقاً للمؤرخ هيرودوت فإنّه تمّ ضرب العملة المعدنية لأول مرة من قبل الليديين، بينما يزعم أرسطو بأنّه تّم ضرب العملات المعدنية من قبل زوجة ميداس ملك فريجيا، ويُشير علم المسكوكات إلى أنّه تمّ ضرب العملات لأول مرّة في جزيرة إيجينا اليونانية من قبل الحكام المحليين، أو من قبل فايدون ملك آرغوس.